# Кауфман, Михаил Яковлевич
Мэхл (Михо́эл) Ко́йфман (в США — Ка́уфман; псевдонимы: К. Михоэл, Микаэло; идиш ק. מיכאל или מיכל קױפֿמאַן‎‎; 19 августа 1881, Липканы, Хотинский уезд, Бессарабская губерния — 23 марта 1946, Ньюарк, США) — еврейский журналист и переводчик, писатель

, медик. Писал на идише.

## Биография
Мэхл Койфман родился в бессарабском еврейском местечке Липканы (теперь в Бричанском районе Молдовы) в семье состоятельного посессора Янкла Койфмана, хасида штефанештского ребе, и его жены Иты Койфман (?—1938). Учился в хедере в Липканах, затем в русской гимназии в Кишинёве и на медицинском факультете Берлинского университета. Дебютировал рассказом в 1905 году, публиковал стихи и фельетоны в одесском издании «Унтэрвэйгнс».
Практиковал медицину в Берлине, где в 1909 году женился на дочери Шолом-Алейхема Ляле. Там же в 1911 году родилась дочь Койфмана Белла, будущая писательница Бэл Кауфман.
С началом Первой мировой войны вернулся в Россию, поселился в Одессе. Здесь познакомился с Х. Н. Бяликом и начал писать на медицинские темы в местных русских и еврейских газетах под псевдонимом Микаэло. Выпустил в своём переводе на идиш книгу Бялика «Ширей-Ам» (Народные песни) с предисловием самого Бялика.
Вскоре был мобилизован в российскую армию, служил на румынском фронте; в 1917 году вернулся в Одессу, где продолжил медицинскую практику в своё доме на Ришельевской улице, 57. Там же по пятницам собирались представители еврейской интеллигенции города, в том числе поэты Х. Н. Бялик, Бен-Ами и И. Х. Равницкий.
В 1923 году уехал с женой и двумя детьми в США, обосновался в Ньюарке (штат Нью-Джерси), где прошёл медицинскую резидентуру и остался практиковать.
Вместе с женой, Лялей Кауфман (Сара Соломоновна Рабинович, 1887—1964), стал регулярным сотрудником нью-йоркской ежедневной газеты «Форвертс» (Вперёд), подписывался псевдонимом «К. Михоэл», которым теперь в той же газете пользуется журналист Михаил Крутиков.
Публиковал стихи, статьи на медицинские темы в журнале «Фортшрит» и фельетоны в юмористическом еженедельнике «Дэр Гройсэр Кундэс» (Большой проказник); также сотрудничал с журналами «Цукунфт» (Будущее), «Фрайе арбэтэр штимэ» (Свободный рабочий голос), «Най-идыш» (Новый идиш), «Федэр» (Перья), «Шикаге» (Чикаго) и другими американскими изданиями. В журнале «Кундэс» опубликовал серию авторизованных переводов стихотворений Х. Н. Бялика. Вместе с И. Д. Берковичем участвовал в подготовке сборника воспоминаний о своём тесте Шолом-Алейхеме («Дос Шолем-Алэйхем-Бух» — книга Шолом-Алейхема), который вышел в Нью-Йорке в 1926 году (переиздан в 1958 году).
Его сестра Бася (Берта) Койфман была замужем за писателем Мордхе Спектором (1858—1925), другая сестра Удл (Адель) — за писателем Давидом Пинским.